# Dendrobium kaniense
Dendrobium kaniense är en orkidéart som beskrevs av Rudolf Schlechter. Dendrobium kaniense ingår i släktet Dendrobium, och familjen orkidéer. Inga underarter finns listade i Catalogue of Life.